# Via Egnatia
Via Egnatia (ili Via Ignazia) je rimska magistralna cesta podignuta u II. st. pr. Kr. Povezivala je rimske provincije Ilirik, Makedoniju i Traciju s Byzantiumom, odnosno Jadransko more za istočnim Egejom. 
Polazila je od luke Drač u današnjoj Albaniji, preko današnjih država; Albanije, Makedonije, Grčke i Turske. Cesta je podignuta po naredbi rimskog prokonzula u Makedoniji Gnaeusa Egnatiusa 146. g. pr. Kr. I pored neobično teške i zahtjevne trase, cesta je podignuta za 44 godine, dovršena je 120. g. pr. Kr. Via Egnatia je bila jedna od 28 velikih rimskih cesta.